# Anna Hackl
Anna Hackl (* 1931 in Schwertberg als Anna Langthaler) ist eine Altbäuerin in Schwertberg, deren Familie während der Zeit des Nationalsozialismus geflohenen KZ-Insassen Unterschlupf gewährte und die seit Jahrzehnten als Zeitzeugin in Erscheinung tritt.

## Inmitten der „Mühlviertler Hasenjagd“
Die auf einem Bauernhof in Schwertberg lebende Familie Langthaler hat im Februar 1945 zwei sowjetische Kriegsgefangene aus der Ukraine, Michail Rybtschinskij († 2008) und Nikolai Zimkalo († 2001), die aus dem KZ Mauthausen entflohen waren, unter Gefahr für das eigene Leben ab 2. Februar 1945 für drei Monate auf ihrem Hof in Winden, Gemeinde Schwertberg, versteckt. Die Männer wurden auch dann nicht verraten, als SS und Volkssturm zum Bauernhof kamen. Damals sind mehr als 500 Häftlinge ausgebrochen, nur elf haben diese Flucht bei eisigen Temperaturen und ständiger Verfolgung durch die SS überlebt. Ein Großteil der Flüchtigen wurde aufgegriffen und an Ort und Stelle erschossen. Die Ereignisse gingen als „Mühlviertler Hasenjagd“ in die Geschichte ein.
Die damals 14-jährige Anna Hackl, geb. Langthaler, nahm die Ehrungen der letzten Jahre auch für ihre verstorbene Mutter, Anna Langthaler, entgegen. Anna Hackl, verheiratet und Mutter von fünf Kindern, geht seit vielen Jahrzehnten selber jährlich in rund 30 Schulen, um dort den jungen Menschen über die Schrecken und Schwierigkeiten der damaligen Zeit zu erzählen. Andreas Gruber hat in seinem Film Hasenjagd – Vor lauter Feigheit gibt es kein Erbarmen Szenen aus der Heldentat der Familie Langthaler verarbeitet.

## Auszeichnungen
- 2005: Menschenrechtspreis des Landes Oberösterreich übergeben durch Landeshauptmann Josef Pühringer.[1]
- 2011: Goldenes Ehrenzeichen für Verdienste um die Republik Österreich[2][3]: Nationalratspräsidentin Barbara Prammer nahm die Ehrung im Schloss Pragstein vor, wo neben zahlreichen Verwandten und Freunden auch Willi Mernyi, Vorsitzender des Mauthausen Komitees Österreich, Nationalratsabgeordneter Kurt Gaßner, Landtagsabgeordnete Gertraud Jahn, der Mauthausner Bürgermeister Thomas Punkenhofer und Filmregisseur Andreas Gruber teilnahmen.
- 2018: "Orden des Wunder bringenden heiligen Nikolaus" der ukrainisch-orthodoxen Kirche. (https://www.nachrichten.at/oberoesterreich/Frau-Hackl-und-der-Botschafter-Sie-haben-zwei-meiner-Landsleute-gerettet;art4,2933886)